# Бархатница большая
Бархатница большая (лат. Oeneis magna ) — бабочка из рода Oeneis в семействе бархатницы.

## Этимология названия
Magna (с латинского) — большая.

## Описание
Длина переднего крыла 25—32 мм. Основой фон крыльев тёмно-коричневый. На верхней стороне крыльев имеются крупные охристо-коричневые пятна с размытой внутренней границей, внутри которых на передних крыльях располагается по 3-4 чёрных глазка. На передних крыльях самца отсутствуют андрокониальные поля.

## Ареал и места обитания
Монголия, Северо-восточный Китай, Полярный Урал, таежная зона Средней и Восточной Сибири, Забайкалье, юг Дальнего Востока, Шантарские острова, Сахалин, Камчатка. Популяция с Полярного Урала резко «оторвана» от основного ареала вида.
Бабочки населяют лиственничные, порой заболоченные, редколесья. На Полярном Урале бабочки встречаются в сухих редкостойных лиственничниках.

## Биология
Для вида характерна двухгодичная генерация. Время лёта — с конца июня до середины-конца июля. Бабочки кормятся на цветах багульника (Ledum palustre).
Яйца откладываются самками на стебли кормовых и находящихся с ними рядом растений, почву. Кормовые растения гусениц — осоки (Carex sp.).